# Великогомільшанська сільська рада
Великогомільшанська сільська́ ра́да — адміністративно-територіальна одиниця та орган місцевого самоврядування у Зміївському районі Харківської області. Адміністративний центр — село Велика Гомільша.

## Загальні відомості
- Великогомільшанська сільська рада утворена в 1922 році.
- Територія ради: 118,593 км²
- Населення ради: 1 305 осіб (станом на 2001 рік)
- Територією ради протікає річка Гомілка.

## Населені пункти
Сільській раді були підпорядковані населені пункти:
- с. Велика Гомільша
- с. Западня
- с. Клименівка
- с. Козачка
- с. Пасіки

## Склад ради
Рада складалася з 16 депутатів та голови.
- Голова ради: Строна Раїса Григорівна
- Секретар ради: Шевченко Ніна Олексіївна

### Керівний склад попередніх скликань
| Прізвище, ім'я, по батькові  | Основні відомості                                                         | Дата обрання | Дата звільнення |
| ---------------------------- | ------------------------------------------------------------------------- | ------------ | --------------- |
| Анісімова Наталія Георгіївна | Сільський голова, 1958 року народження, позапартійна                      | 26.03.2006   | 31.10.2010      |
| Строна Раїса Григорівна      | Сільський голова, 1962 року народження, освіта вища, член Партії регіонів | 31.10.2010   |                 |

Примітка: таблиця складена за даними сайту Верховної Ради України

### Депутати
За результатами місцевих виборів 2010 року депутатами ради стали:

#### За суб'єктами висування
| Суб'єкт висування                                       | Кількість обраних депутатів | %    |
| ------------------------------------------------------- | --------------------------- | ---- |
| Партія регіонів                                         | 14                          | 87,5 |
| Політична партія Всеукраїнське об'єднання «Батьківщина» | 1                           | 6,3  |
| Політична партія «Сильна Україна»                       | 1                           | 6,3  |

#### За округами
| № округу                                                | Прізвище, ім'я, по батькові      | Дата визнання обраним | Освіта             | Партійна приналежність                  | Відомості про обраного депутата                                  |
| ------------------------------------------------------- | -------------------------------- | --------------------- | ------------------ | --------------------------------------- | ---------------------------------------------------------------- |
| Партія регіонів                                         |                                  |                       |                    |                                         |                                                                  |
| 1                                                       | Шевчено Віктор Іванович          | 02.11.2010            | середня            | позапартійний                           | тимчасово не працює                                              |
| 2                                                       | Мельниченко Оксана Олександрівна | 02.11.2010            | середня            | позапартійна                            | ПП"Мельниченко                                                   |
| 3                                                       | Шевченко Ніна Олексіївна         | 02.11.2010            | вища               | позапартійна                            | В.Гомільшанська сільська рада, секретар с/ради                   |
| 6                                                       | Плотніков Сергій Іванович        | 02.11.2010            | середня            | позапартійний                           | приватний підприємець                                            |
| 7                                                       | Дерев'янко Алла Михайлівна       | 02.11.2010            | вища               | позапартійна                            | Пасічанська загальноосвітня школа І-ІІ ст., вчитель              |
| 8                                                       | Селеткова Раїса Анатоліївна      | 02.11.2010            | середня спеціальна | позапартійна                            | ФОП"Заварза", реалізатор                                         |
| 9                                                       | Недоруб Галина Петрівна          | 02.11.2010            | середня            | позапартійна                            | пенсіонер                                                        |
| 10                                                      | Курган Альбіна Юріївна           | 02.11.2010            | незакінчена вища   | позапартійна                            | В.Гомільшанська сільська рада, касир                             |
| 11                                                      | Білецька Любов Андріївна         | 02.11.2010            | вища               | позапартійна                            | Пасічанська загальноосвітня школа І-ІІ ст., директоршколи        |
| 12                                                      | Хохітва Людмила Миколаївна       | 02.11.2010            | вища               | позапартійна                            | В.Гомільшанська сільська рада, головнийбухгалтер                 |
| 13                                                      | Кравченко Людмила Олексіївна     | 02.11.2010            | вища               | позапартійна                            | Харківський університет Повітряних Сил ім. І. Кожедуба, стрілець |
| 14                                                      | Щербина Світлана Миколаївна      | 02.11.2010            | незакінчена вища   | позапартійна                            | ФОП" Заварза", реалізатор                                        |
| 15                                                      | Усіченко Вікторія Олексіївна     | 02.11.2010            | вища               | позапартійна                            | приватний підприємець                                            |
| 16                                                      | Бублик Микола Макарович          | 02.11.2010            | середня            | позапартійний                           | пенсіонер                                                        |
| Політична партія Всеукраїнське об'єднання «Батьківщина» |                                  |                       |                    |                                         |                                                                  |
| 4                                                       | Коломієць Ніна Михайлівна        | 02.11.2010            | середня            | позапартійна                            | пенсіонер                                                        |
| Політична партія «Сильна Україна»                       |                                  |                       |                    |                                         |                                                                  |
| 5                                                       | Ведмідь Галина Валентинівна      | 02.11.2010            | вища               | член Політичної партії «Сильна Україна» | тимчасово не працює                                              |